# باشگاه جاز ردوتا
باشگاه جاز ردوتا (انگلیسی: Reduta Jazz Club) یک کلوپ موسیقی و محل اجرای تئاتر در پراگ، جمهوری چک است. این کلوپ در مرکز شهر، در خیابان نارودنی و نزدیک به تئاتر ملی پراگ واقع شده است. این کلاب به ویژه به خاطر اجرای بداهه ساکسوفون توسط رئیس‌جمهور آمریکا، بیل کلینتون، در سال ۱۹۹۴ معروف است. ردوتا قدیمی‌ترین باشگاه جاز در پراگ است.

## تاریخچه
این باشگاه در سال ۱۹۵۷ توسط نوازنده گیتار بیس، یان آرنت تأسیس شد و نام خود را از اصطلاحی برای مراکز تفریح و موسیقی، بالماسکه، گرفته است. وجود اولیه آن با فعالیت‌های «کلاب آکورد» مرتبط بود، مؤسسه‌ای که نقش مهمی در شکل‌گیری «تئاترهای صحنه کوچک» ایفا کرد و بر توسعه تئاتر و موسیقی در این کشور در این دوره تأثیر گذاشت. در آن زمان (اوایل دهه ۱۹۶۰)، ردوتا از گروه‌های تئاتری کوچک مانند «تئاتر یارا سیمرمان» و «Lyra Pragensis» حمایت می‌کرد. این کلاب همچنین از همان ابتدا در دهه ۱۹۵۰ تلاش کرد تا جاز را ترویج کند، در زمانی که این ژانر توسط حزب کمونیست چکسلواکی حاکم محکوم می‌شد. اولین کنسرت گروه معروف جاز «Studio 5» در ۲ ژوئن ۱۹۵۸ در ردوتا برگزار شد. این گروه شامل نمایندگان مهم جاز چک مانند کارل ولبنی و لودک هولان بود.
هنرمندان اجراکننده در ردوتا شامل نوازندگان جاز از سراسر جهان هستند. نام‌هایی مانند وینتون مارسالیس، دیو بروبک و چیک کوریا در این باشگاه اجرا داشته‌اند. هنرمندان چک مانند ولاستا پروخووا، کارل کراوت‌گارتنر، میروسلاو ویتوش، ییرژی یلینک و ییرژی استیوین نیز به‌طور منظم در این باشگاه اجرا می‌کردند. این کلاب همچنین از سال ۱۹۶۴ به‌طور فعال در برگزاری جشنواره بین‌المللی جاز پراگ شرکت داشت.
در پایان دهه ۱۹۸۰، کلاب ردوتا به یکی از مراکز انقلاب مخملی چکسلواکی تبدیل شد. این کلاب توانست پس از پایان رژیم کمونیستی جذابیت خود را حفظ کند. در سال ۱۹۹۴، در دوران ریاست جمهوری بیل کلینتون، او با ساکسیفونی که از رئیس‌جمهور چک واتسلاو هاول هدیه گرفته بود، در یک هم‌نوازی خودمانی سنتی در ردوتا به اجرا پرداخت.
امروزه ردوتا بر تلفیق جاز با سبک‌های مدرن پیشرو تمرکز دارد. برنامه‌های آن‌ها در طول سال شامل موسیقی سوینگ، دیکسی‌لند، جاز جریان اصلی و مدرن، همچنین قطعات گروه بزرگ، بلوز، فانک، بوسا نووا و جاز فیوژن است. ردوتا همچنین شامل یک تئاتر سیاه‌رنگ، اجرای هنرمند میم و اجراهای جدید گروه‌های تئاتر جوان از پراگ است.
در تاریخ ۹ مارس، بیل کلینتون هنگام بازدید از پراگ، از کلاب ردوتا بازدید کرد.